# Bientôt j'arrête
Pour plus de détails, voir Fiche technique et Distribution.
Bientôt j'arrête est un court métrage français réalisé en 2008 par Léa Fazer avec l'ensemble des acteurs de la sélection « Talents Cannes 2008 » de l'ADAMI, la Société civile pour l'administration des droits des artistes et musiciens interprètes.

Coproduit par l'Adami et les Films du Poisson, le film a été présenté au Festival de Cannes 2008 dans le cadre de la programmation l'Association du cinéma indépendant pour sa diffusion (ACID).

## Synopsis
Le film est une plongée dans l'univers désenchanté d'un peep show.

## Fiche technique
- Titre : Bientôt j'arrête
- Réalisation : Léa Fazer
- Scénario : Léa Fazer
- Production : Stéphanie Andriot & Laetitia Gonzalez
- Photographie : Thomas Bataille
- Ingénieur du son : Olivier Mauvezin
- Montage : François Gédigier, Guerric Catala
- Décors : Marie-Hélène Sulmoni
- Costumes : Sophie Goudard
- Casting : Constance Demontoy
- Sociétés de production : Association artistique de l'ADAMI et Les Films du Poisson
- Distribution : ADAMI
- Pays :  France
- Langue : français
- Genre : comédie dramatique
- Format : couleur - DVCam - 1,33:1
- Durée : 27 min
- Dates de sortie : 
  -  France : 23 mai 2008

## Distribution
Par ordre alphabétique :
- Gil Alma : Wolf
- Johanna Bah :	Leslie
- Dominik Bernard : Ted
- Cécile Bouillot : Morgane
- Émilie Chesnais : Cheyenne
- Tewfik Jallab : le copain de Chanel
- Marie Kremer : Chanel
- Fabienne Luchetti : Joy
- Déborah Marique : Alice
- Grégory Montel : le tueur
- Amandine Pudlo : Caroline
- Antoine Régent : le père d'Alice

## Commentaires
- Bientôt j'arrête a été projeté en avant-première au Festival de Cannes 2008 le 23 mai 2008 à 11 h, à la salle Bazin, dans le cadre de la programmation de l'Association du cinéma indépendant pour sa diffusion (ACID).
- La première du film a eu lieu à Paris, le 3 octobre 2008, au cinéma des cinéastes, près de la place de Clichy.
- Bientôt j'arrête est le premier court métrage de Léa Fazer[2]. Elle avait pourtant réalisé auparavant deux longs métrages : Bienvenue en Suisse et Notre univers impitoyable, sortis sur les écrans respectivement en 2004 et 2008.
- Exceptionnellement, les "Talents Cannes 2008" de l'ADAMI ne comprenaient qu'une sélection de douze comédiens, au lieu d'une bonne vingtaine les années précédentes et suivantes. De même, cette année-là, la limite d'âge habituellement fixée à 29 ans avait été supprimée et un seul et unique film fut tourné avec l'ensemble de la sélection[3].